# Hamnbådan
Hamnbådan är en ö i Åland (Finland). Den ligger i Skärgårdshavet och i kommunen Brändö i landskapet Åland, i den sydvästra delen av landet. Ön ligger omkring 54 kilometer nordöst om Mariehamn och omkring 250 kilometer väster om Helsingfors.
Öns area är 7,2 hektar och dess största längd är 0,5 kilometer i sydöst-nordvästlig riktning.